# Major général des armées
Le major général des armées (MGA) est un officier général français. Adjoint du chef d'état-major des armées, il est le deuxième militaire le plus gradé de l'armée française. Depuis le 1er août 2024, le major général est le général d'armée Vincent Giraud.

## Historique
La fonction de major général des forces armées est instituée par le décret du 28 avril 1948 « portant regroupement des états-majors généraux de la guerre, de la marine et de l'air et création de l'état-major général des forces armées » :
« 
Art. 1er — Il est créé un état-major général des forces armées (...).

(...)

Art. 3 - L'état-major général des forces armées est dirigé, sous l'autorité du ministre des forces armées, par le comité des chefs d'état-major généraux des forces armées, qui se compose du chef d'état-major général des forces armées terre, du chef d’état-major général des forces armées marine et du chef d’état-major général des forces armées air. Le comité des chefs d’état-major généraux des forces armées est présidé, sous l’autorité du ministre des forces armées, par l’un des chefs d’état-major généraux, désigné par décret pris sur rapport du ministre des forces armées. Le secrétariat du comité est assuré par le major général des forces armées.
 »
— Journal officiel de la République française, 29 avril 1948, n° 103, p. 4155.

## Responsabilités et autorité
Le major général des armées « seconde et supplée [le chef d'État-Major des armées (CEMA)] dans l'exercice de ses attributions », ce qui fait de lui le « vice-CEMA » selon l'amiral Jean Casabianca, titulaire de la fonction de 2018 à 2021. Il est le second officier dans la chaîne hiérarchique de l'armée française.
Il  dirige l'état-major des armées, et est assisté de cinq officiers généraux : le sous-chef d'état-major opérations (OPS, qui a sous sa responsabilité le Centre de planification et de conduite des opérations), le sous-chef d'état-major plans (PLANS), le sous-chef d'état-major performance (PERF), l'officier général « relations internationales militaires » et l'officier général « commandant de la cyberdéfense »,. Le major général, les trois sous-chefs d'état-major et l'officier général « relations internationales militaires » forment le collège des sous-chefs d'état-major, « instance de préparation des décisions de l'état-major des armées et de définition des orientations stratégiques » que le major général préside.
Depuis 2007, le major général des armées est un officier général « cinq étoiles », c'est-à-dire un amiral, un général d'armée ou un général d'armée aérienne.

## Liste
| Arme | Portrait                 | Grade au moment de la prise de fonction | Major général             | Date de prise de poste et décret de nomination | Date de prise de poste et décret de nomination | Fonction suivante                                                 |
| ---- | ------------------------ | --------------------------------------- | ------------------------- | ---------------------------------------------- | ---------------------------------------------- | ----------------------------------------------------------------- |
|      |                          | Général de division                     | Henri Zeller              | 28 avril 1948                                  | [ 6 ]                                          | Chef d'État-Major combiné des forces armées                       |
|      |                          | ...                                     | ...                       | ...                                            |                                                |                                                                   |
|      |                          | Vice-amiral d'escadre                   | Jean-André Brusson        | 27 septembre 1983                              | [ 7 ]                                          | ...                                                               |
|      | Vice-amiral d'escadre    | Bernard Louzeau                         | 10 mars 1985              | [ 8 ]                                          | Chef d'état-major de la Marine                 |                                                                   |
|      | Vice-amiral d'escadre    | Alain Coatanéa                          | 30 janvier 1987           | [ 9 ]                                          | Chef d'état-major de la Marine                 |                                                                   |
|      |                          | Général de division                     | Mary-Jean Voinot          | 20 novembre 1990                               | [ 10 ]                                         | Inspecteur général des armées                                     |
|      | Général de corps d'armée | Jean-Philippe Douin                     | 1er octobre 1992          | [ 12 ]                                         | Chef d'état-major de l'Armée de l'air          |                                                                   |
|      |                          | Général de corps aérien                 | Jean Rannou               | 15 juin 1994                                   | [ 13 ]                                         | Chef d'état-major de l'Armée de l'air                             |
|      |                          | Général de corps d'armée                | Philippe Mercier          | 1er septembre 1995                             | [ 14 ]                                         | Chef d'état-major de l'Armée de terre                             |
|      | Général de corps d'armée | Jean-Pierre Kelche                      | 28 août 1996              | [ 15 ]                                         | Chef d'État-Major des armées                   |                                                                   |
|      |                          | Général de corps aérien                 | Jean-Pierre Job           | 9 avril 1998                                   | [ 16 ]                                         | Chef d'état-major de l'Armée de l'air                             |
|      | Général de corps aérien  | Richard Wolsztynski                     | 1er septembre 1999        | [ 17 ]                                         | Chef d'état-major de l'Armée de l'air          |                                                                   |
|      |                          | Vice-amiral d'escadre                   | Alain Coldefy             | 1er septembre 2002                             | [ 19 ]                                         | Inspecteur général des armées                                     |
|      |                          | Général de corps aérien                 | Hervé Le Riche            | 15 juillet 2005                                | [ 21 ]                                         | Inspecteur général des armées                                     |
|      |                          | Amiral                                  | Pierrick Blairon          | 1er septembre 2007                             | [ 23 ]                                         | Conseiller maître en service extraordinaire à la Cour des comptes |
|      |                          | Général d'armée                         | Pierre de Villiers        | 11 mars 2010                                   | [ 25 ]                                         | Chef d'État-Major des armées                                      |
|      |                          | Général d'armée aérienne                | Gratien Maire             | 15 février 2014                                | [ 27 ]                                         | Admis en 2e section                                               |
|      |                          | Amiral                                  | Philippe Coindreau        | 1er septembre 2016                             | [ 29 ]                                         | Admis en 2e section                                               |
|      | Amiral                   | Jean Casabianca                         | 1er septembre 2018        | [ 31 ]                                         | Admis en 2e section.                           |                                                                   |
|      |                          | Général d'armée aérienne                | Eric Autellet             | 11 mars 2021                                   | [ 32 ]                                         | Admis en 2e section.                                              |
|      |                          | Amiral                                  | Pierre Vandier            | 1er septembre 2023                             | [ 33 ]                                         | Conseiller du Gouvernement pour la défense                        |
|      |                          | Général d'armée                         | Vincent Giraud            | 1er août 2024                                  | [ 34 ]                                         | Chef de l'état-major particulier du président de la République    |
|      |                          | Amiral                                  | François-Xavier Polderman | 1er septembre 2025                             | [ 35 ]                                         |                                                                   |